# Trockenmasse

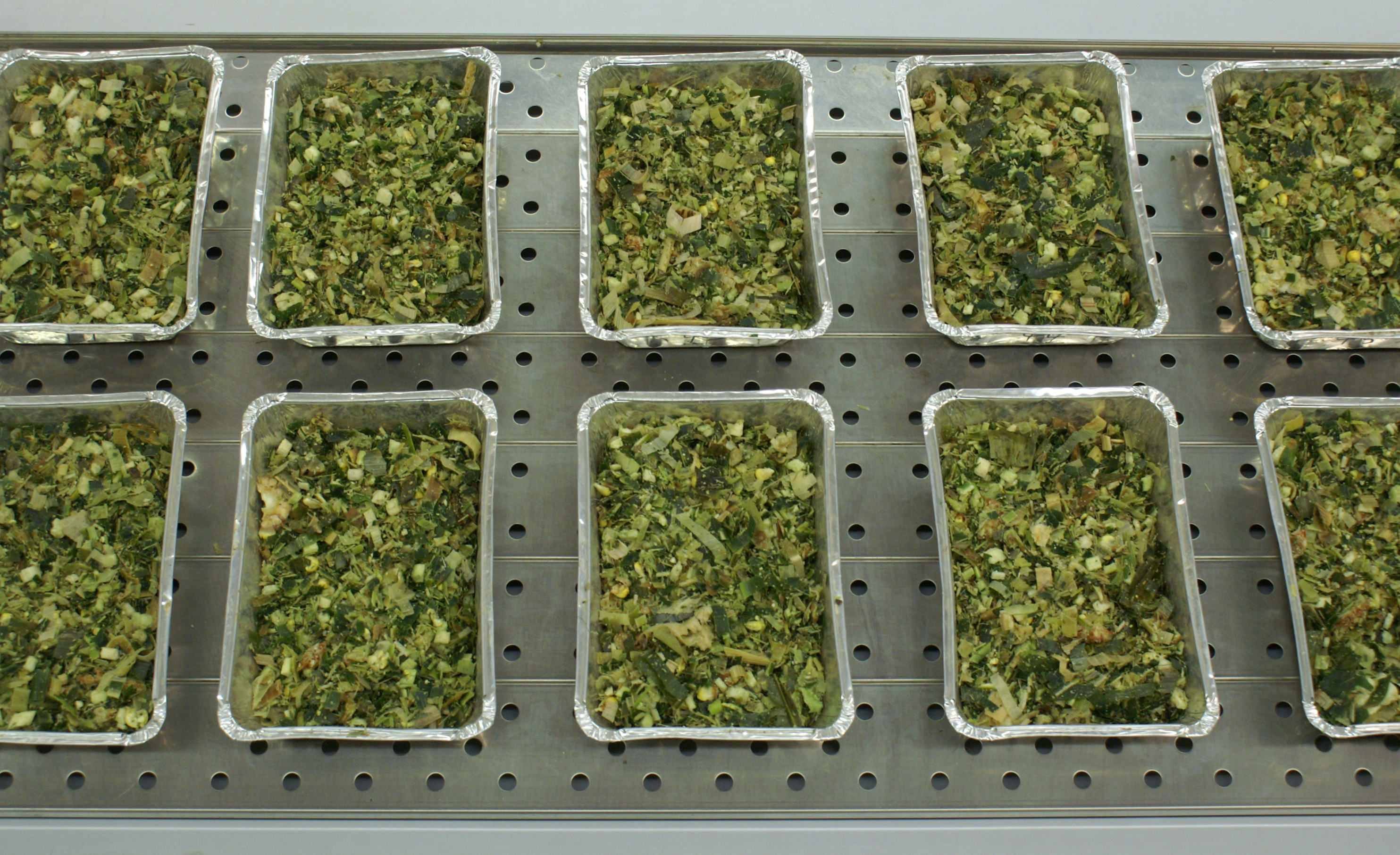
Bestimmung der Trockenmasse bei einem Ausgangsmaterial (hier: Maishäcksel) für die Energieerzeugung in einer Biogasanlage

Die Trockenmasse oder Trockensubstanz (TS) {\displaystyle m_{T}} ist jener Bestandteil einer Substanz, der nach Abzug der Masse des enthaltenen Wassers übrig bleibt:

## Mathematische Definition
{\displaystyle {\begin{alignedat}{2}&m_{T}&&=m_{\mathrm {ges} }-m_{W}\\\Leftrightarrow \,&m_{T}+m_{W}&&=m_{\mathrm {ges} }\end{alignedat}}}
Darin sind
- {\displaystyle m_{T}} die Masse der Trockensubstanz
- {\displaystyle m_{\mathrm {ges} }} die Gesamtmasse der Probe
- {\displaystyle m_{W}} die Masse des Wassers.

Bezogen auf die Gesamtmasse ergibt sich:
{\displaystyle \Leftrightarrow TS+W=1=100\,\%}
d. h. Trockenmassegehalt und Wassergehalt ergänzen sich zu 100 Prozent, mit
- {\displaystyle TS={\frac {m_{T}}{m_{\mathrm {ges} }}}={\frac {m_{T}}{m_{\mathrm {ges} }}}\cdot 100\,\%} (Massenanteil der Trockensubstanz = Trockengehalt)[2]
- {\displaystyle W={\frac {m_{W}}{m_{\mathrm {ges} }}}={\frac {m_{W}}{m_{\mathrm {ges} }}}\cdot 100\,\%} (Massenanteil des Wassers = Wassergehalt).

## Anwendungen
Der Trockenmassengehalt wird in unterschiedlichen Gebieten verwendet:

### Abfalltechnik
In der Abfalltechnik, speziell bei Bioabfall und Restmüll, wird der TS häufig neben der Frischmasse als Auslegungsgröße sowie als Kriterium zur Ablagerung auf Deponien verwendet.

### Holzwirtschaft
In der Holzwirtschaft für die Holzfeuchte (auch in abweichender Definition)

### Käse
Bei Käse wird der Fettgehalt für den Verbraucher oftmals in Prozent Fett in der Trockenmasse (Fett i. Tr.) angegeben – in Deutschland, Österreich und der Schweiz ist die Angabe in dieser Form per Rechtsverordnung vorgeschrieben. Manchmal zusätzlich dazu, außerdem in anderen Ländern (beispielsweise in Frankreich), ist auch die Angabe bezogen auf das Gesamtgewicht zu finden.

### Lebensmittel und Futtermittel
In der Lebens- und Futtermittelanalytik wird die Trockenmasse meist gravimetrisch durch Trocknen einer Probe im Trockenschrank bei knapp über 100 °C bestimmt. Die Bedeutung der Trockenmasse ergibt sich daraus, dass üblicherweise alle anderen Gehaltsangaben auf sie bezogen werden.
Für Kakao und andere Ölfrüchte gilt die Angabe für den Presskuchen nach dem kalten oder warmen Entölen.

### Zucker
In der Zuckerindustrie ist der TS-Gehalt eine wichtige Steuerungsgröße für die Kristallisation und wird heute häufig in Echtzeit mithilfe von Mikrowellen-Messgeräten gemessen.

## Nachweise
1. ↑  Michael S. Hand: Klinische Diätetik für Kleintiere. Schlütersche, 2002, ISBN 3-87706-893-6, S. 12 (eingeschränkte Vorschau in der Google-Buchsuche).
2. ↑  Michael Wächter: Chemielabor – Einführung in die Laborpraxis, Wiley-VCH Verlag, Weinheim, 1. Auflage, 2011, S. 63, ISBN 978-3-527-32996-0.
3. ↑  Mikrowellen-Messgerät (Memento vom 18. Oktober 2013 im Internet Archive).